# Вурдалак Тарас Шевченко
«Вурдала́к Тара́с Шевче́нко» — книга-антибиография украинского историка и журналиста Олеся Бузины о культовой в украинской историографии фигуре Тараса Шевченко. Книга была первой в карьере Олеся Бузины, и именно она принесла ему широкую популярность.
У книги имеется продолжение: «Ангел Тарас Шевченко»[значимость факта?].

## Цель книги
Целью своего «произведения» Бузина назвал деидолизацию Шевченко, а также рассказ о другой стороне его личности. В книге он показан не в привычном «каноничном» образе, а как алкоголик, завистник, ловелас и циник. В моральном отношении Тарасу Шевченко противопоставляется художественный образ офицера-гусара и украинского литератора Котляревского.
В 2005 году в интервью газете «Поступ» Бузина сказал: 

«Я знал, что эту книгу я ДОЛЖЕН написать. Потому что кое-кто из моих предшественников хотя и подходил к этой идее, но пугался. Я написал о том, о чём не пишут. У нас. Мы же должны осознавать, что есть светлая сторона Шевченко и есть его же тёмная. Я писал о тёмной. Потому что она есть, и от этого никуда не деться».
В начале книги, во вступлении, Олесь объясняет цель и суть книги: 

«Цель этой книги — развенчать миф о Шевченко. Вы узнаете совсем другого Кобзаря — не гения и святого, а алкоголика и завистника. Неуклюжего ловеласа, отбирающего у бывшей невесты подарки. Блюстителя нравственности, шпионящего за женой друга. И раскаявшегося „революционера“, выпрашивающего у властей прощение. Эту темную сторону Тараса всегда тщательно скрывали. Но она есть. Он был именно таким — в своих дневниках, письмах и десятках мемуарных свидетельств, не переиздававшихся после 1917 года. Я начинаю там, где другие заканчивали».

## Оценка книги
Академик НАН Украины Иван Дзюба в статье «Аллергия на Шевченко (О некоторых „резонансных“ курьезах годовщины поэта)» (газета «День» от 28 марта 2000 года) отметил, что «идолопоклонство преодолевается культурой и мыслью, а хамство собой все преодолевает». Иван Дзюба на лекции «Шевченкофобия в современной Украине», произнесенной 15 сентября 2006 в Львовском национальном университете, назвал Бузину «пионером» современной украинофобии. Он заявил:

Чтобы нация потеряла свою жизнеспособность, очень важно дискредитировать основные опорные конструкции ее национального самосознания. И здесь, конечно, Шевченко никак обойти. Воюя с Шевченко, воюют с Украиной, хотя и скрывают это с разной степенью сноровки.

В 2001 большую статью, посвященную книге Олеся Бузины, разместила в профессиональном журнале «Слово и время» доктор филологических наук Лариса Масенко. Ее оценка такова:

«На ста двадцати страницах автор пытается прогнать Шевченко из литературы, правда, непонятно какой — украинской или русской, непонятно признает ли он существование отдельной „малороссийской словесности“ вообще. Произведения поэта он „уничтожает“ одним махом, используя упрощенный до примитива прием … И пусть никого не вводит в заблуждение украинское наименование автора на обложке книги. Оно — только знак коллаборанта в фальшивом образе, созданном по собственному подобию. Подобию оборотня, что в переводе на русский означает — вурдалак» .

В 2002 году литературовед Петр Ротач в книге «От Яготина в Полтаву: Тарас Шевченко и Полтавщина», процитировав итоговый вывод Ларисы Масенко, отметил:

В Украине пасквилянт получает надлежащий ответ. И несомненно, что рукой Бузины водила чья-то другая, украиноненавистническая рука….

Писатель Степан Процюк высказался так:

Я не знаю ни одного писателя, который создал бы в современной украинской литературе что-то особо мерзкое. Даже случай Бузины прост. Если бы больше говорили о личной жизни классиков, если бы не было этих псевдо-целомудренных елейных табу, не появились бы и «интерпретации», поскольку частенько их переполняет ненависть. Но она также является лишь травмированной любовью. Хотя от интерпретаций Бузины мне грустно, но ведь нет там ни капли понимания и изумления метафизикой таланта великих предшественников.
Оригинальный текст (укр.)Я не знаю жодного письменника, який би створив у сучасній українській літературі щось особливо гидотне. Навіть випадок Бузини є простий. Якби більше говорили про особисте життя класиків, якби не було цих псевдоцнотливих єлейних табу, то й не з'явилися б ці „інтерпретації“, оскільки частенько їх переповнює ненависть. Але вона також є лише травмованою любов'ю. Хоча від інтерпретацій Бузини мені сумно, адже там нема ні краплинки розуміння й подивування метафізикою таланту великих попередників.

Олег Вергелис, член редколлегии газеты «Киевские ведомости», которая первой напечатала отрывки из произведения Бузины, заявил следующее:

Те, кто так резко реагирует на писанину Бузины, не понимают, что здесь имеет место литературный ход, жанровая провокационность, игра. В этом поступке нет отрицания Шевченко и других украинских классиков, нет нивелирования этого великого на все времена человека. Но нельзя все время даже о великих говорить на уровне панегириков;.

## Резонанс
Бузину обвиняли в украинофобии и даже «шевченкофобии».
Были поданы многочисленные иски в суд на Олеся Бузину. Среди них ВО «Просвіта» во главе с депутатом ВР Павлом Мовчаном, Национальный союз писателей Украины во главе с Юрием Мушкетиком, а затем Владимиром Яворивским (Блок Юлии Тимошенко), и множество других. Однако все они были проиграны.
Так, Национальный союз писателей Украины, после публикации книги, обратился в прокуратуру с просьбой возбудить против Олеся Бузины уголовное дело за разжигание межнациональной розни и клевету в адрес Шевченко. Прокуратура открыла дело, но закрыла применив закон об амнистии.
Вот как комментирует это Лариса Скорик, одна из тех, кто подавал заявление:

По поводу публикаций Бузины я написала даже не жалобу, а "сообщение о преступлении"в адрес Генеральной прокуратуры Украины. … Генпрокуратура спустила это дело в Подольскую прокуратуру Киева, но та вынесла такой вердикт, что «не видит состава преступления»
В СМИ также прошла информация, будто прокуратура признала, что книга разжигает межнациональную вражду. Также Олег Шинкаренко через «Громадське радіо» заявил о том, что суд был, но как отмечалось выше, прокуратура закрыла дело.
После этого Союз писателей Украины обратился в суд с требованием привлечь Бузину и газету, опубликовавшую книгу, к ответственности на основании того, что они являются наследниками творчества Шевченко.
30 октября, после заседания суда, прямо на выходе из него, на Олеся Бузину было совершенно нападение, в результате чего он был госпитализирован.
В тот же день, в Ровно, была совершена попытка погрома редакции газеты из Ровно «Рівне вечірнє», которая перепечатала главы из книги. Группа людей во главе с депутатом Василием Червонием бросала камни в окна и разрисовывала стены. Также акция носила антисемитский характер.
Секретарь Национального союза журналистов Украины Игорь Лубченко так прокомментировал эти события: 

«Можно соглашаться или не соглашаться с Олесем Бузиной, можно спорить с ним, в том числе и на страницах газет, но руку поднимать ни на кого нельзя. Украина в конце двадцатого столетия не должна жить по законам джунглей! Это касается и погрома газеты Рівне вечірнє»..
Судебный процесс инициированный НСПУ, в итоге был проигран.

## Издания
- Бузина Олесь. Вурдалак Тарас Шевченко: Интеллектуальный триллер. — К.: Прометей, 2000. — 126 с. ISBN 966-7160-01-7.
- Бузина Олесь. Вурдалак Тарас Шевченко, или Поддельный Кобзарь. — К.: Арий, 2009. — 288 с. ISBN 978-966-498-056-9. Обновлённое и дополненное издание